# Замок Итидзёдани
Итидзёдани — руины японского замка, расположенные рядом с городом Фукуи, префектура Фукуи, Япония. Район замка находился под контролем клана Асакура на протяжении 103 лет в течение периода Сэнгоку, был главным укреплением клана. Замок стоял на горе высотой 473 метра (хотя отдельные укрепления располагались и на более низких высотах), имел рвы, валы, каналы, волчьи ямы. Центром замка являлся двор «тысячи татами», в котором располагалась усадьба главы клана; площадь её составляла более 6400 м². К главному зданию примыкал так называемый «самурайский город», а вокруг него располагался призамковый город, в котором жили ремесленники и торговцы.
Замок был основан в конце XIV века, с 1471 года принадлежал клану Асакура и являлся одним из основных культурных и военных пунктов в Японии в то время, на пике развития имел население более 10000 человек. Замок был сожжён в 1573 году, когда клан Асакура был побеждён Одой Нобунагой, затем восстановлен, но в 1575 году сожжён повторно и более не восстанавливался.
Комплексные раскопки руин начались в 1967 году и продолжаются до настоящего времени; раскопана большая его часть, в том числе руины дома главы клана, самурайских домов, храмов, домов купцов, домов ремесленников и улицы. Самурайские резиденции и купеческие дома к настоящему времени частично восстановлены на улице длиной 200 метров, также были обнаружены и частично восстановлены четыре японских сада. В 1971 году руины замка были объявлены историческим памятником, в 1981 году — музеем, при этом руины одного из садов были объявлены в Японии памятником истории ещё в 1930 году.